# Meinhard (Prag)
Meinhard (auch: Menhart; † 2. Juli 1134) war Bischof von Prag.

## Werdegang
Meinhard stammte aus Bamberg und war ein Freund des später heiliggesprochenen Bischofs Otto von Bamberg. Er war Kaplan des Herzogs Vladislav I., Kanoniker des Prager Domkapitels und Propst von Altbunzlau.
Nach dem Tod des Prager Bischofs Hermann wurde Meinhard 1122 zu dessen Nachfolger gewählt. Mit dem im selben Jahr erfolgten Abschluss des Wormser Konkordats, das den Investiturstreit in Deutschland beenden sollte, wurden auch in Böhmen neue Bestimmungen für die Wahl des Bischofs eingeführt. Zur Bischofswahl war künftig nur der höhere Klerus, d. h. Mitglieder des Domkapitels sowie die Pröpste der Kollegiatstifte berechtigt.
Bereits 1122 schloss sich Meinhard dem Kreuzzug gegen die Ungläubigen nach Jerusalem an. Nach seiner Rückkehr war Herzog Vladislav I. nicht mehr am Leben und dessen Bruder Soběslav I. als dessen Nachfolger im Amt. Dieser beschuldigte Meinhard einer Verschwörung. Nachdem es Meinhard gelang, seine Unschuld zu beweisen, versöhnte sich Soběslav mit ihm.
Während Meinhards Amtszeit wurden fünf weitere Kanonikate für das Domkapitel eingerichtet. 1134 war er im Auftrag des Herzogs in Ungarn. Auf der Rückreise starb er am 2. Juli 1134 in Mähren.